# Mercedes Lackeyová
Mercedes „Misty“ Lackeyová (* 24. června 1950, Chicago) je nejprodávanější americkou spisovatelkou fantazijních románů.[zdroj?] Mnohé z jejích románů a trilogií jsou navzájem propojeny a vsazeny do světa Velgarthu, většinou v zemi Valdemaru a jejím okolí. Její valdemarské romány tvoří komplexní tapisérii interakcí mezi lidskými a ne-lidskými protagonisty s mnoha rozdílnými kulturními a sociálními móresy.
Její další hlavní svět je velmi podobný našemu reálnému; ale obsahuje utajené populace elfů, mágů, upírů a dalších mytologických bytostí. Knihy z cyklu Bedlam's Bard popisují mladého muže s mocí pracovat s neuvěřitelnou magií skrze hudbu; knihy s tematikou SERRAted Edge vyprávějí o elfech řídících závodní automobily; a thrillery z cyklu Diana Tregardeová se soustředí na stvoření Wiccan, které bojuje se zlem.